# Jan Kačena
Jan Kačena (* 13. září 1982 Most) je bývalý český divadelní a filmový režisér.
V roce 2006 vystudoval divadelní dramaturgii na Divadelní fakultě Janáčkovy akademie múzických umění v Brně. Ve své tvorbě se věnoval především avantgardnímu divadlu a experimentům. Na začátku září 2019 inhaloval výpary z Ferdinandova pramene v Mariánských Lázních. Snažil se k pramenu dostat blíže, odklopil kovové víko a následně spadl dovnitř. Byl vyproštěn po 40 minutách. Po resuscitaci byl převezen do nemocnice a zůstal v kómatu s těžkým poškozením mozku.
Kateřina Dudová natočila v roce 2023 v důsledku tragického osudu svého partnera dokumentární film Moje nebe je horší než tvoje peklo.